# Reymundo Rovina
Reymundo Rovina (Willemstad, Antillas Holandesas, 31 de agosto de 1965) es un exfutbolista de Antillas Holandesas que jugó en la posición de centrocampista.

## Carrera

### Club
Jugó toda su carrera con el RKV FC Sithoc de 1987 a 1999, equipo con el que fue campeón nacional en seis ocasiones y ganó seis veces la Liga de Curazao.

### Selección nacional
Jugó para Antillas Neerlandesas en seis ocasiones de 1988 a 1991 y anotó tres goles, todos en la clasificación de Concacaf para la Copa Mundial de Fútbol de 1990.

## Logros
- Campeonato de las Antillas Neerlandesas (6): 1990, 1991, 1992, 1993, 1995, 1999
- Liga de Curazao Primera División (6): 1989, 1990, 1991, 1992, 1993, 1995